# HD 70573 b
HD 70573 b är en  exoplanet som kretsar kring stjärnan HD 70573 i stjärnbilden Vattenormen. Den upptäcktes 2007 och är av typen superjupiter och belägen 149 ljusår från jorden. Exoplaneten har en massa av ungefär 6,1 MJ och en omloppstid av 852 dygn. Den kretsar runt en ung solliknande stjärna  som är av spektralklass G1-1.5V.